# Iván Kuznetsov
Iván Kuznetsov (en ruso: Иван Кузнецов; 1988) es un deportista ruso que compite en piragüismo en la modalidad de aguas tranquilas. Ganó dos medallas de bronce en el Campeonato Europeo de Piragüismo entre los años 2009 y 2011.

## Palmarés internacional
| Campeonato Europeo | Campeonato Europeo     | Campeonato Europeo | Campeonato Europeo |
| Año                | Lugar                  | Medalla            | Competición        |
| ------------------ | ---------------------- | ------------------ | ------------------ |
| 2009               | Brandeburgo (Alemania) | Medalla de bronce  | C4 1000 m          |
| 2011               | Belgrado (Serbia)      | Medalla de bronce  | C4 1000 m          |